# There are more things
"There are more things" (del inglés: "Hay más cosas") es un cuento del escritor argentino Jorge Luis Borges que integra El libro de arena, colección de cuentos y relatos publicada en 1975.
El título hace referencia a una cita de Hamlet, la obra de William Shakespeare. En ella, Hamlet le dice a Horacio: 

"There are more things in heaven and earth, Horatio, than are dreamt of in your philosophy".

Se trata del cuarto cuento de ese volumen. En este cuento, ya desde el epígrafe, Borges homenajea al escritor Howard Phillips Lovecraft. En general, el terror en los cuentos de Borges deviene de la reflexión filosófica y de las características de ciertos objetos (véase El Zahir o El libro de arena), en Lovecraft, en cambio, el terror está dado por la atmósfera opresiva de sus relatos. En este cuento, el terror participa tanto de la especulación metafísica como de la creación de un escenario de pesadilla, al mismo tiempo que recoge una estructura narrativa típica del autor estadounidense.

## Sinopsis
El protagonista del cuento, encontrádose en Austin, recibe la noticia de la muerte de su tío, Edwin Arnett, en Lomas de Zamora, Argentina. La Casa Colorada, propiedad del tío muerto, fue comprada por un personaje llamado Max Preetorius, quien desecha todos sus muebles y libros e inicia una serie de refacciones a pesar de la oposición de quien fuera el mejor amigo del dueño original, el arquitecto Alexander Muir (y diseñador de la Casa Colorada). Esas refacciones se realizaron en medio de extrañas condiciones: de noche, a puertas cerradas, incluían el talado de todos los árboles de la finca.
A su vuelta a su país, el sobrino de Arnett, sorprendido por estos sucesos, decide investigar y se entrevista con Alexander Muir, quien le relata su rechazo a construir una capilla, y un extraño pedido de Preetorius de construir en la Casa Colorada una cosa monstruosa.
Luego del relato de Alexander, el sobrino de Arnett descubre que los habitantes del lugar evitan la Casa Colorada y en busca de mayores precisiones se entrevista con el carpintero que dirigió las reformas de Preetorius. No consigue información relevante, excepto la cerrada negativa del carpintero de volver a visitar jamás esa casa.
Una noche de tormenta finalmente el joven entra a la Casa Colorada, y encuentra que su habitante no puede ser humano.